# Тома Бебић
Тома Бебић (Сплит, 1935 — 4. фебруар 1990) је био хрватски музичар, песник и кантаутор.

## Дискографија
- Волите се људождери (1975)
- Оја Ноја (1980)